# Route nationale 87 (France)
La route nationale 87, ou RN 87, est une route nationale française qui contourne la ville de Grenoble par le sud sous forme d'une voie rapide localement connue sous le nom de rocade sud. La RN 87 permet le contournement, par le sud-est, du centre de Grenoble et de sa proche banlieue.

## Description
La RN 87 est la seule voie rapide permettant d'aller de l'autoroute A41 au nord à l'autoroute A480 à l'est de Grenoble, le projet de rocade nord ayant été abandonné en 2010.

### Régulation de circulation
Afin d'améliorer la fluidité de la RN 87 l’installation de feux tricolore sur les voies d’accès est envisagé ainsi que la limitation de la vitesse à 70 km/h.

## Ancien tracé de la RN 87
Jusqu'en 1952, la RN 87 reliait Remoulins à Pézenas via Nîmes, Lunel, Montpellier et Mèze.
Le parcours de Remoulins à Nîmes est devenu le dernier tronçon de la RN 86 qui se terminait originellement à Beaucaire et le parcours de Nîmes à Pézenas est un tronçon de l'actuelle RN 113[réf. souhaitée].
- Remoulins D 6086
- Saint-Bonnet-du-Gard
- Bezouce
- Marguerittes
- Nîmes N 113
- Milhaud
- Bernis
- Uchaud
- Codognan
- Lunel
- Lunel-Viel
- Baillargues
- Montpellier D 613
- Saint-Jean-de-Védas
- Fabrègues
- Gigean
- Mèze
- Montagnac
- Pézenas